# АБ 41
Аутоблинда 41 или АБ 41 (итал. Autoblinda 41) је био оклопни аутомобил произведен у Италији, кориштен у току Другог свјетског рата. Еволуција је модела Аутоблинда 40.
Намјена аутомобила је требало да буде патролирање у афричким колонијама Италије и извиђање у коњичким дивизијама. Возило се могло прилагодити за пустињску употребу са посебним гумама за пијесак, и за постављање на жељезничке шине, да патролира пругом. Италијани користе АБ 41 у сјеверној Африци и против партизана у Југославији и Грчкој.
Био је један од највише произвођених италијанских оклопних аутомобила у Другом свјетском рату.